# Холомки (Псковская область)
Холомки — деревня в восточной части Порховского района Псковской области. Входит в состав сельского поселения «Красноармейская волость».

## География
Расположена на берегу реки Шелонь, в 10 км к юго-востоку от райцентра Порхов. Соседние деревни: Бельское Устье (2.5 км), Чёрное-Захонье (1.5 км), Рисково (1.5 км).

## Население
Численность населения составляет 64 жителя (2000 год).

## История
До 3 июня 2010 года деревня входила в состав ныне упразднённой Туровской волости.
В деревне находится усадьба Холомки, ранее принадлежавшая князю А. Г. Гагарину. В настоящее время принадлежит Санкт-Петербургскому государственному политехническому университету (СПбГТУ), который в течение длительного времени вёл в ней восстановительные работы. 24 мая 2013 года по завершении реставрационных работ состоялось торжественное открытие основного строения усадьбы — усадебного дома.